# Collectieve verwarming
Collectieve verwarming of blokverwarming is een vorm van centrale verwarming waarbij de stookinstallatie niet een enkele woning bedient maar veeleer een woningblok of flatgebouw. Men kan ook meerdere woningblokken met een enkele installatie van warmte voorzien en spreekt dan van wijkverwarming.
Collectieve verwarming is daarmee een tussenvorm tussen individuele centrale verwarming en stadsverwarming.
Soms is er ook een collectieve warmwatervoorziening aangebracht. Dit is een ringleiding waarin water van 60 °C circuleert. Zo niet, dan hebben de bewoners een individuele geiser nodig.
Voordelen van de collectieve verwarming zijn dat er geen individuele ketels nodig zijn, wat kosten en ruimte bespaart. Als nadeel wordt vaak de omslachtige wijze van tariefstelling en bemetering genoemd, alsmede het feit dat buiten het stookseizoen geen verwarming ter beschikking was.

## Geschiedenis

### Tot 1945
Aanvankelijk werd centrale verwarming in individuele huishoudens slechts sporadisch toegepast, met name in villa's. De meeste huishoudens hadden echter slechts een kolenhaard in één vertrek. De bediening van een kolenkachel was omslachtig en veroorzaakte een hoop overlast in de vorm van as en dergelijke. Systemen voor collectieve verwarming (met warm water of stoom als transportmiddel) waren reeds in de tweede helft van de 19e eeuw aangelegd in de Verenigde Staten.
Begin jaren '20 van de 20e eeuw werd het eerste blokverwarmingssysteem aangelegd in een aantal middenstandswoningen. In 1922 werd in Nederland de eerste collectieve verwarmingsinstallatie aangelegd in volkswoningen en wel in een woonblok van 264 woningen te Spangen. Schoorstenen, kolenhok en kachel kwamen te vervallen. De woonkamer kende een radiator en de overige vertrekken kregen enige verwarming door de langslopende warmwaterleidingen. Buiten het stookseizoen was echter soms bijverwarming door middel van een elektrisch straalkacheltje noodzakelijk. Doordat er geen individuele bemetering bestond werd efficiënt verwarmen niet bevorderd doch werden ter afkoeling veeleer de ramen opengezet.
De eerste wijkverwarming kwam in 1924 en werd aangelegd in de wijk Helpman te Groningen. Omstreeks 1925 was er in Nederland veel discussie over collectieve verwarmingssystemen bepleit (ook afstandsverwarming genaamd), wat ook de transportbewegingen op straat van kolenaanvoer en dergelijke zou verminderen, alsmede de luchtverontreiniging door rookende schoorstenen in drommen boven de huizen. Vooral in Amsterdam werd sindsdien veel blokverwarming toegepast. Een noviteit werd in 1930 ingevoerd: de woonkamer heeft een radiator en verder is een radiator in de gang geplaatst, waardoor keuken en slaapkamers verwarmd kunnen worden, zodat de gehele woning op een gelijkmatige temperatuur blijft. Dit was van belang, daar tot dan toe gewoonlijk slechts de woonkamer van verwarming was voorzien. Ook toen bestond er echter nostalgie, maar gesteld werd: het motief dat kachelverwarming “gezelliger” is dan centrale verwarming, is verouderd.

### 1945-1960
Na de Tweede Wereldoorlog volgde de wederopbouwperiode. Door de aanvankelijk armoede kwam de iets duurdere collectieve verwarming aanvankelijk niet in aanmerking. Mede ten gevolge van de woningnood werden zeer vele woningen gebouwd die echter van slechte kwaliteit waren. Slechts 5% van deze woningen had collectieve voorzieningen, hetgeen veel lager lag dan in de naburige landen (in België was dit 70%). Vooral in Amersfoort werden vanaf 1950 ongeveer 1800 woningen gebouwd met een collectief verwarmingssysteem. Aanvankelijk werden collectieve systemen met steenkool gestookt, einde jaren 50 van de 20e eeuw ging men over op oliestook, gezien de lagere bedieningskosten van de ketel en de relatief dalende olieprijzen. Grote installaties vereisten minder ketels en men kon stookolie als brandstof gebruiken. Dit leidde tot een voorkeur voor wijkverwarming boven blokverwarming. In Amsterdam en Delft werden in de jaren 50 van de 20e eeuw zulke installaties gebouwd. Het ging daarbij om in totaal 1000 woningen.

### Na 1960
Reeds in 1959 werd, in tegenstelling tot voorgaande jaren, geformuleerd: Centrale verwarming, ook van de volkswoning, is een sociale eis van deze tijd. Collectieve verwarming werd toen ook economisch haalbaar geacht. In de jaren 60 werden reeds talrijke woningen gebouwd met collectieve verwarming op oliestook. In 1960 werd 10% van de nieuwe woningwetwoningen gepland met centrale verwarming, in 1961 was dit 20% en in 1964 al meer dan 60%. Bij de duurdere woningtypen lagen deze percentages nog hoger. Bij de volkswoningen werd meestal wijkverwarming toegepast met stookolie als brandstof. Bij de blokverwarming werd zware huisbrandolie gebruikt.
Omstreeks 1965 diende het aardgas zich aan en er werden ketels ontwikkeld voor gasgestookte collectieve verwarmingsinstallaties. Reeds in 1965 werden vrijwel alle nieuw te bouwen etagewoningen van een gasgestookte collectieve centrale verwarming voorzien. In de daaropvolgende jaren werden de bestaande oliegestookte collectieve installaties vrijwel allemaal omgebouwd op aardgas. Bij bestaande woningen begon echter de individuele centrale verwarming aan populariteit te winnen. Deze was beter regelbaar. In 1970 had reeds de helft van de opgeleverde woningen een eigen cv-installatie en nog 35% collectieve cv. In 1978 waren deze percentages 80% en 20%. Lokale verwarming had toen al afgedaan. Mede de afname in de bouw van etagewoningen speelde daarbij een rol.

## Externe bron
- Peter van Overbeeke, Kachels, geisers en fornuizen: keuzeprocessen en energieverbruik in Nederlandse huishoudens. 2001. Proefschrift TUE, ISBN 9065506470.